# スチュアート・スミス
スチュアート・スミス（Steuart Smith、1952年6月24日 - ）は、アメリカ合衆国バージニア州アーリントン出身のスタジオ・ミュージシャン。エレクトリック・ギター、アコースティック・ギター、ベース、キーボード、ボーカルや曲のプロデュースもこなす。
アメリカのカントリー・ロック・バンド、イーグルスと行動を共にしていたこともある。

## 主な使用機材
- フェンダー ストラトキャスター
- EB MusicMan
  - Silhouette (Black)
  - Silhouette Special (Vintage Sunburst)
  - Silhouette Custom Double-Neck
一般的なダブルネック・ギターとは違い、6弦ギターが上に、12弦ギターが下に作られている。彼のオーダー品であり、世界に二本しか存在しない。
- ギブソン
  - SG Junior
  - ES-335 Reissue
- デューゼンバーグ Star Player TV